# Wacław Stanisław Chomik
Wacław Stanisław Chomik, OFM (ur. 27 stycznia 1953 w Trzcieńcu na Ukrainie) − polski zakonnik, doktor teologii moralnej, kapłan franciszkanin, minister prowincjalny.

## Życiorys
Od 1958 o. Wacław Chomik mieszkał i wychowywał się w Gliwicach. W 1973 wstąpił do wrocławskiej Prowincji św. Jadwigi Zakonu Braci Mniejszych. Studia filozoficzno-teologiczne odbył w Wyższym Seminarium Duchownym Franciszkanów w Kłodzku w latach 1974–1980. Profesję uroczystą złożył 31 stycznia 1979, a święcenia prezbiteratu przyjął 2 lutego 1980.

## Stopnie naukowe
- Licencjat z teologii moralnej, Rzym 1986.
- Doktorat z teologii moralnej, Rzym 1988.

## Chronologia życia zakonnego
- Kłodzko – katecheta w Dusznikach-Zdroju 1980 (luty-czerwiec).
- Wrocław – katecheta (1980-1984), sekretarz prowincji (1983-1984).
- Rzym – studia specjalistyczne na Uniwersytecie Laterańskim, w Instytucie Wyższym Teologii Moralnej "Alfonsianum" w Rzymie, ukończone licencjatem naukowym i doktoratem z teologii moralnej (1984-1988)[2].
- Kłodzko – wychowawca kleryków i wykładowca teologii moralnej (1989-1991).
- Wrocław – definitor (1991-1997, 2000-2003), sekretarz formacji i studiów Konferencji Zachodniosłowiańskiej (dziś Północnosłowiańskiej) Zakonu Braci Mniejszych (1991-1996), moderator formacji ciągłej (1991-1997), sekretarz prowincjalny formacji i studiów (1994-1997), minister prowincjalny (2003-2012).
- Kłodzko – gwardian (2012-2019).
- Wrocław-Sołtysowice – duszpasterz przy parafii pw. Świętego Alberta Wielkiego we Wrocławiu[3] (2019-2025), kurator (2019-2025), definitor (2022-2025), sekretarz prowincjalny formacji i studiów (2022-2025).
- Złotoryja – definitor (2025-2028), gwardian (2025-2028).

## Urząd ministra prowincjalnego
- 2003-2012 – minister prowincjalny Prowincji św. Jadwigi, wybrany dwukrotnie: na kapitule prowincjalnej w 2003 (Wrocław)[4] i 2009 (Góra Świętej Anny)[5].
- 2003-2005, 2007-2009 – wiceprzewodniczący Unii Braci Mniejszych Europy (łac. Unio Fratrum Minorum Europae).
- 2004-2008 – przewodniczący Konferencji Prowincjałów Franciszkańskich w Polsce[6].
- 2005-2007 – przewodniczący Unii Braci Mniejszych Europy[7].
- 2009 – kandydat na urząd ministra generalnego na kapitule generalnej w Asyżu, proponowany przez Konferencję Północnosłowiańską. Zakonu Braci Mniejszych (Czechy, Słowacja, Polska, Ukraina i Federacja Rosyjsko-Kazachstańska).

## Wykładowca teologii moralnej
- 1989-2022 – Wyższe Seminarium Duchowne Franciszkanów w Kłodzku (do 1997) i Wrocławiu (do 2022).
- 1994-2003 – Wyższe Seminarium Duchowne Diecezji Legnickiej i Papieski Wydział Teologiczny w Legnicy (1994–2003).
- 1999-2003 – Papieski Uniwersytet "Antonianum" w Rzymie, profesor wizytujący.
- 2012-2022 – Wyższe Seminarium Duchowne Diecezji Świdnickiej w Świdnicy.
- 2013-2014 – Wyższe Seminarium Duchowne Diecezji Legnickiej w Legnicy.
- 2014-2021 – Studium Theologicum Jerosolimitanum w Jerozolimie (Studium Biblicum Franciscanum), profesor wizytujący.
- 2020-2025 – Wyższa Szkoła Kultury Społecznej i Medialnej w Toruniu, wykłady zlecone.
- 2022 – Papieski Wydział Teologiczny we Wrocławiu.

## Publikacje naukowe
ORCID 0009-0002-3694-2836

## Wyróżnienia
- Złoty Medal Pielgrzyma Ziemi Świętej, Jerozolima 2008[8].
- Tytuł honorowego obywatela Concepción, Boliwia 2009[9].